# キレンゲショウマ
キレンゲショウマ（黄蓮華升麻　学名Kirengeshoma palmata Yatabe）はアジサイ科キレンゲショウマ属の多年生の植物。レンゲショウマに似ていることからこの名があるが、レンゲショウマはキンポウゲ科である。
日本の紀伊半島、四国山地、九州山地にブナ林などに自生する。草本であり高さは80センチから120センチほど、光沢のある掌状の葉は対生。葉の腋から円錐花序をだし、そこに黄色の5枚の花弁の花を咲かせる。おしべは15本、めしべは3本。8月が開花期。
絶滅危惧II類 (VU)（環境省レッドリスト）

## 種
- w:Kirengeshoma koreana Nakai
- w:Kirengeshoma palmata[1] Yatabe (yellow waxbell)

## 写真集

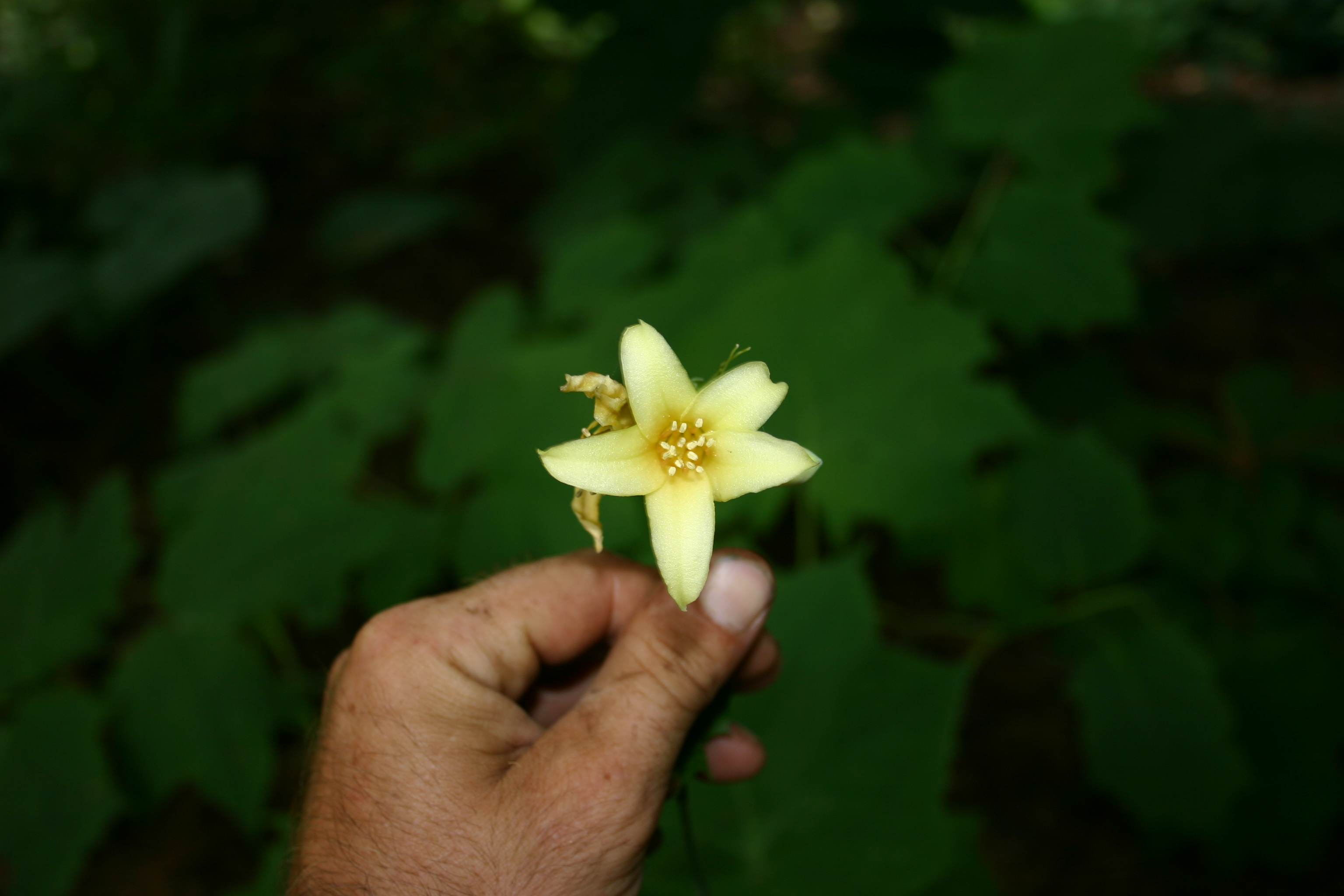
Kirengeshoma koreana
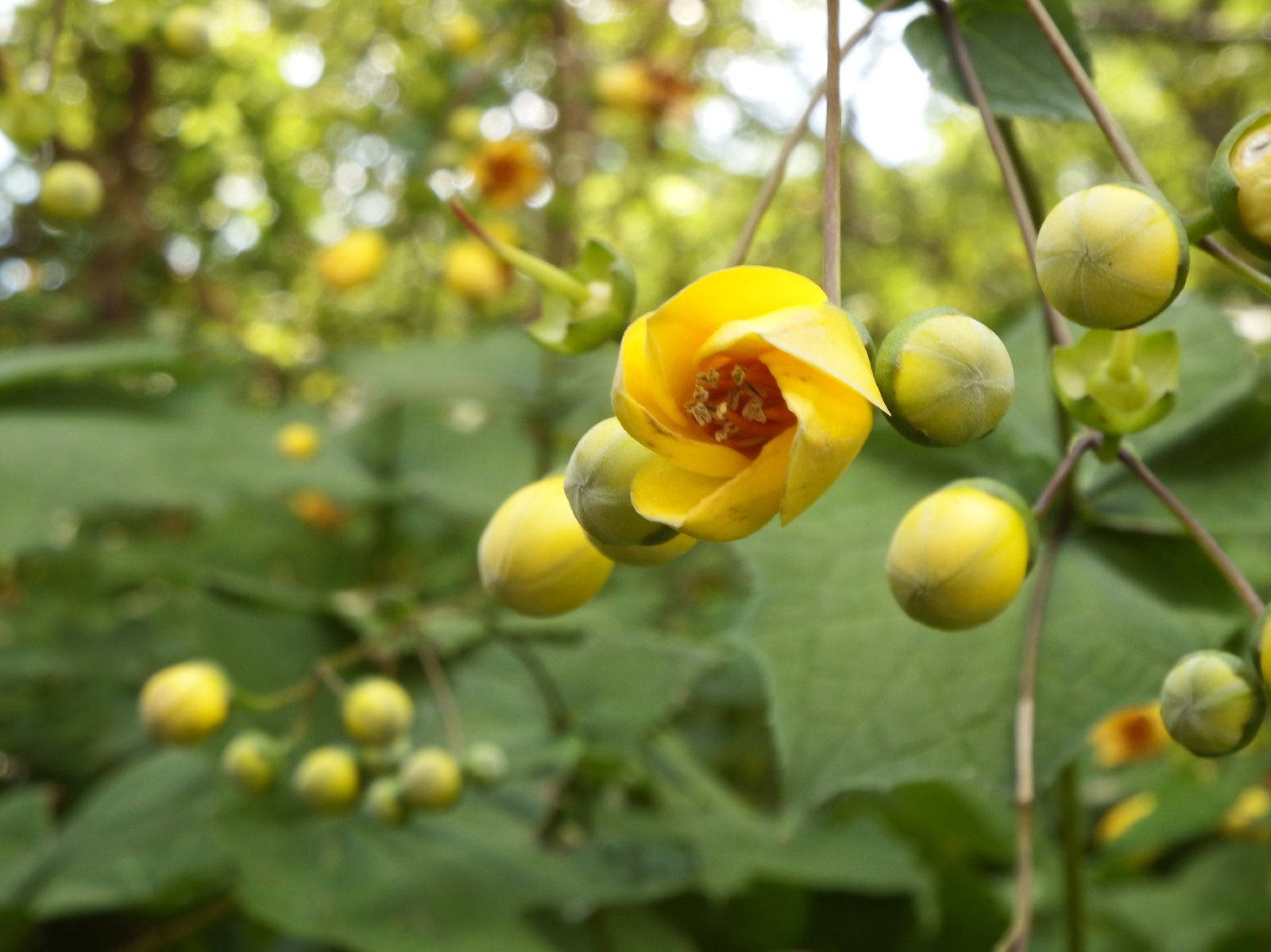
新居浜市の群生
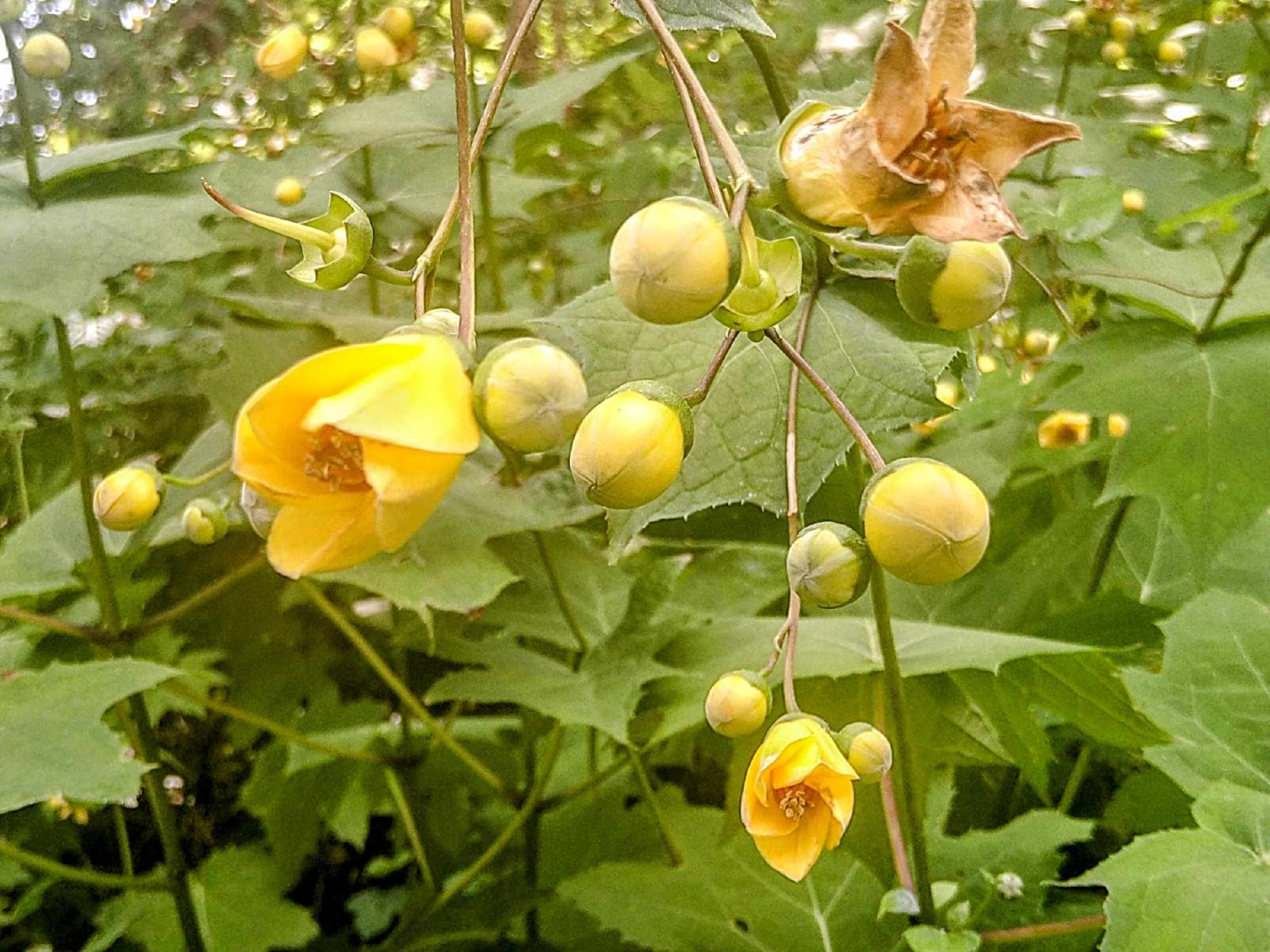
新居浜市の群生
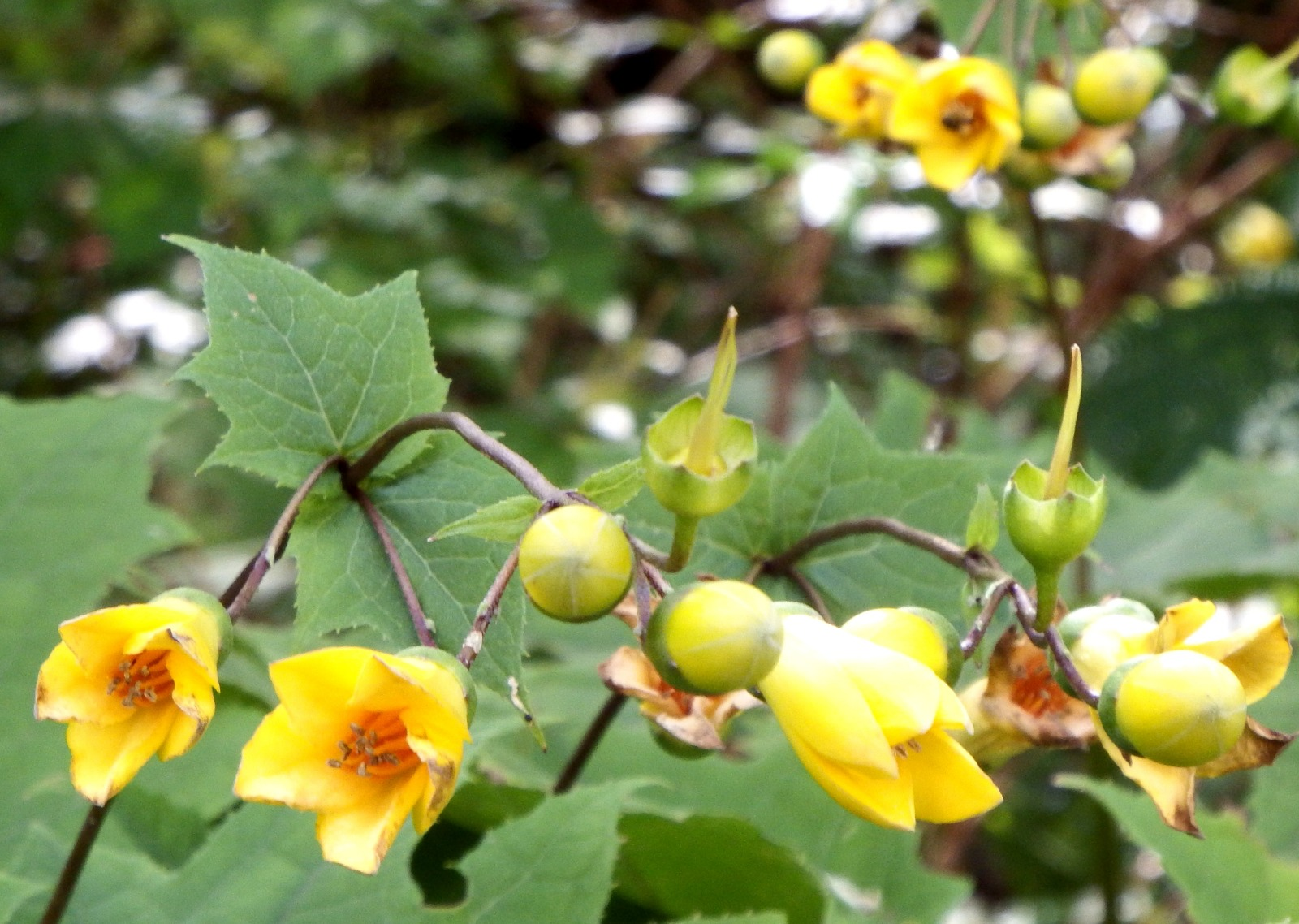
新居浜市の群生
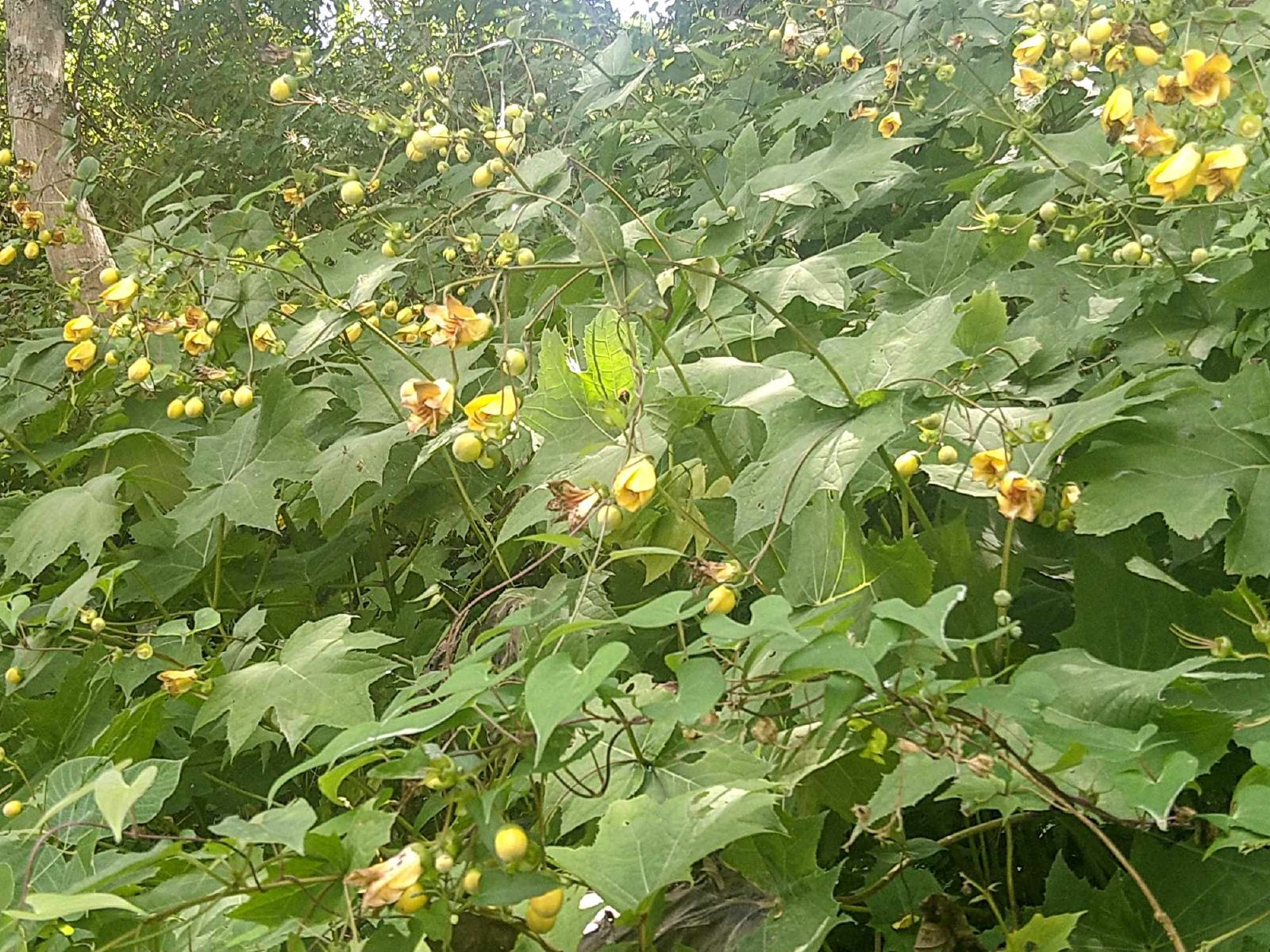
新居浜市の群生

## キレンゲショウマをテーマにした作品
- 『天涯の花』宮尾登美子の小説。徳島県剣山を舞台に須藤理彩主演でNHKでドラマ化された。また、松たか子主演で舞台化された。